# Hålland
Hålland is een plaats in de gemeente Åre in het landschap Jämtland en de provincie Jämtlands län in Zweden. De plaats is opgedeel in twee småorter: Hålland (westelijk deel) (Zweeds: Hålland (västra delen) en Hålland (oostelijk deel) (Zweeds: Hålland (östra delen)). Hålland (westelijk deel) heeft 71 inwoners (2005) en een oppervlakte van 37 hectare en Hålland (oostelijk deel) heeft 56 inwoners (2005) en een oppervlakte van 4 hectare.
Door Hålland loopt de Europese weg 14 en het dorp ligt aan de rivier de Indalsälven. Het dorp ligt ongeveer tussen Järpen en Undersåker in en Åre ligt op circa 18 kilometer van de plaats.